# Megalastrum villosulum
Megalastrum villosulum är en träjonväxtart som först beskrevs av Carl Frederik Albert Christensen, och fick sitt nu gällande namn av Alan Reid Smith och R. C. Moran. Megalastrum villosulum ingår i släktet Megalastrum och familjen Dryopteridaceae. Inga underarter finns listade.